# Aeroportul Oban
Aeroportul Oban (IATA: OBN, ICAO: EGEO) este un aeroport din Argyll and Bute, Scoția, Regatul Unit ce deservește zona Oban⁠(d). A fost deschis în 1938 și numit după zona deservită.
Situat la o altitudine de 7 m, aeroportul dispune de 1 pistă. Este operat de Argyll and Bute.

## Infrastructură

### Piste
Aeroportul dispune de o singură pistă. Pista 01/19 are suprafața de asfalt și dimensiunile 1.264 m × 30 m. 